# ФК Будимпешта АК
ФК Будимпешта АК (мађ. Budapesti AK),скраћено БАК је мађарски фудбалски клуб из Будимпеште. Такмичи се у трећој мађарској лиги.

## Историја
БАК је основан 1900. године од стране групе атлетичара који су напустили матични спортски клуб МТК, који у то време није имао фудбалску секцију. Свој деби у првој лиги је остварио у сезони 1906/07 и првенство су завршили на четвртом месту. Клуб је остао у елитној лиги у наредних петнаест година, када је 1921. испао из прволигашког такмичења БАК се убрзо после другог светског рата расформирао, тачније 1947.
ФК БАК је, инспирисан легендом клуба Ерне Егри Ербштајном (Ernő Egri Erbstein), који је играо за оригинални клуб од 1916. до 1924. године, после 70 година поново обновљен 2018. године. 
Предвођен Берталаном Молнаром, оригинални ФК БАК се спојио са постојећим тимом Респект који се такмичио у трећој мађарској лиги и преузео његово место у такмичењу.

## Историја имена
- Будимпештански атлетски клуб 1900–1910:
- Атлетски клуб Чепел 1910: спојио се са
- Будимпештански−Чепел атлетски клуб 1910–1911:
- Будимпештански атлетски клуб 1911–1926:
- Немзети торна клуб 1920: спојио се
- ФК Будимпештански атлетски клуб 1926–1928:
- Будимпештански атлетски клуб круг вежбача 1928 -:
- 2018: поново успостављен као

## Достигнућа
- Куп Мађарске у фудбалу
  - Финалиста (1): 1912/13.